# ワルテル・ヴェルトローニ
ワルテル・ヴェルトローニ（イタリア語: Walter Veltroni、1955年7月3日 - ）は、イタリアの政治家。下院議員（5期）。
ローマ市長（第62代）、副首相（第1次プローディ内閣）、文化財・文化活動相（第23代）、民主党書記長（初代）、左翼民主主義者書記長（初代）、ローマ市議会議員（1期）を歴任。

## 概要

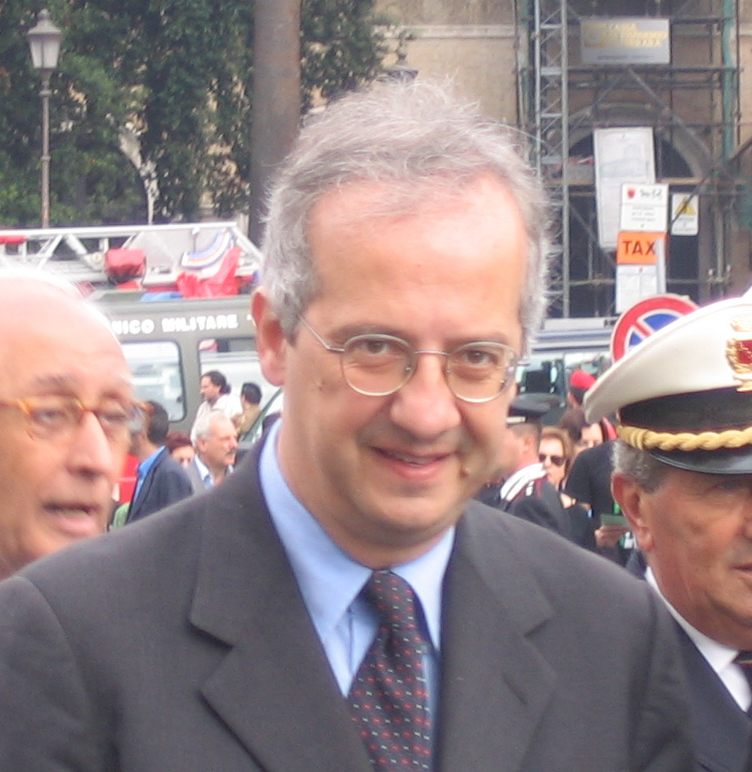
ヴェルトローニ（2007年）

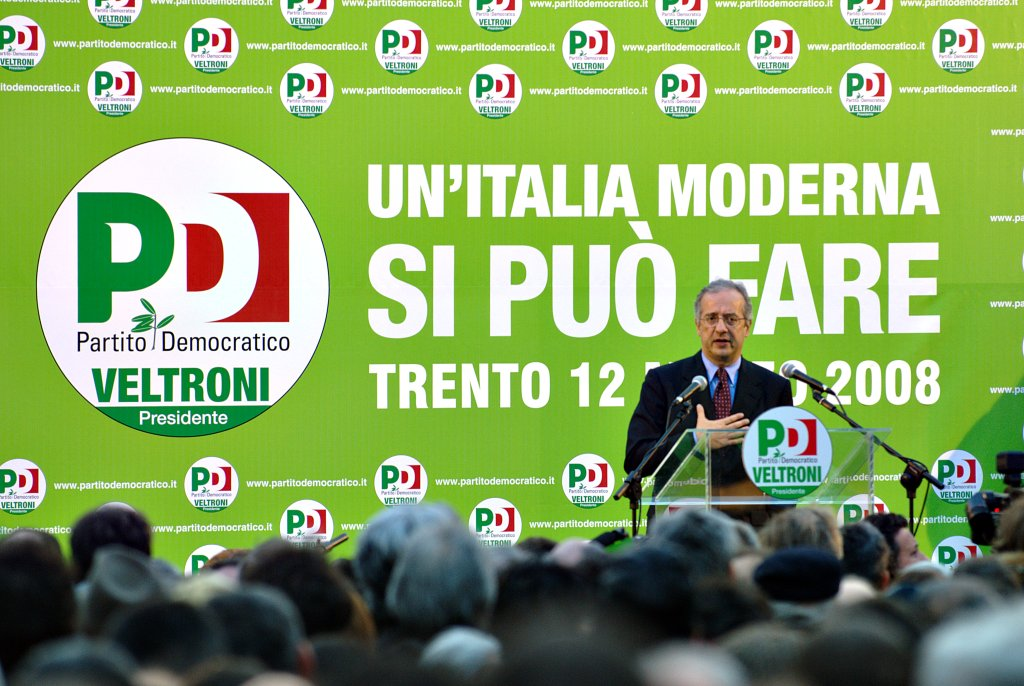
トレントにて（2008年）

ラツィオ州ローマ県ローマ出身。15歳の時にイタリア青年共産同盟（FGCI）に所属し、1976年のローマ市議選にイタリア共産党（PCI）から出馬、当選する。
1987年、イタリア総選挙・下院選でPCIから出馬し下院議員に当選、1988年には党全国書記局員に就任する。党内ではアキレ・オケットの側近として行動を取り、PCIの政権参画と社会民主主義政党への転換を目指して1991年に左翼民主党（PdS）を結成。1992年から1996年まで党機関紙「ルニータ」の編集長としてロマーノ・プローディとともに中道左翼連合（オリーブの木）を発足させ、政権交代を達成し副首相に就任。その後PdSは改称し左翼民主主義者（DS）が発足、党書記長に就任した。
2001年、フランチェスコ・ルテッリの国政復帰と入れ替わる形でローマ市長選に出馬、当選する。2007年、マルゲリータ（DL）とDSが合流し新党・民主党（PD）を結成。党書記長選挙（党員以外も参加した公開選挙）で75％の得票率を獲得し圧勝、書記長に就任した。
2008年、ローマ市長を辞職して下院選にPDの首相候補として出馬、結果はシルヴィオ・ベルルスコーニ率いる自由の人民（PdL）が圧勝しPDの下野が確定するも下院議員に復帰、合わせて書記長職の留任を表明した。
2009年、サルデーニャ州知事選挙で民主党の現職候補が落選した責任により書記長の辞任を表明した。2013年、下院選に不出馬。

## 略歴
- 1970年 - イタリア共産党（PCI）・イタリア青年共産同盟（FGCI）所属。
- 1976年 - ローマ市議会議員選挙（PCI公認）当選。
- 1987年6月14日 - 第9回イタリア総選挙・下院議員選挙（ラツィオ州第1選挙区・PCI公認）当選。
- 1991年 - 左翼民主党（PdS）結成。
- 1992年4月5日 - 第10回イタリア総選挙・下院議員選挙（ラツィオ州第1選挙区・PdS公認）2期目当選。
- 1994年5月27日 - 第11回イタリア総選挙・下院議員選挙（ラツィオ州第1選挙区・PdS公認）3期目当選。
- 1996年4月21日 - 第12回イタリア総選挙・下院議員選挙（ラツィオ州第1選挙区・PdS公認）4期目当選。
- 1998年 - 左翼民主主義者（DS）結成、党書記長就任。
- 2001年 - ローマ市長選挙当選。
- 2006年 - ローマ市長選挙2期目当選。
- 2007年 - 民主党（PD）結成、党書記長就任。
- 2008年4月14日 - 第16回イタリア総選挙・下院議員選挙（ラツィオ州第1選挙区・PD公認）5期目当選。